# Jürgen Brix
Jürgen Brix (* 9. Januar 1830 in Brunsholm (Esgrus); † 5. März 1916 in Itzehoe) war ein deutscher Landwirt und Journalist.

## Leben
Jürgen Brix war ein Sohn von Diedrich Brix (1798–1877), einem Landwirt, dem seit 1820 der Brunsholmhof gehörte. Die Mutter Catharina Dorothea, geborene Jacobsen, (1805–1887) war eine Tochter des Hufners Jürgen Jacobsen, der aus Sörup-Schauby stammte. Sein Bruder Jakob (1828–1880) war in Flensburg als Physikus tätig. Die Schwester Doris (1831–1915) heiratete den Pastoren Otto Schnittger aus Schleswig. Der Bruder Theodor (1844–1905) wurde ebenfalls Journalist.
Bis zum neunten Lebensjahr besuchte Brix eine Dorfschule und bekam danach Unterricht von einem Privatlehrer. 1864 begann er eine landwirtschaftliche Ausbildung auf dem väterlichen Gutshof und bildete sich begleitend hierzu autodidaktisch fort. 1850 kämpfte er während der Schleswig-Holsteinische Erhebung bei den Gefechten an der Stentener Mühle und bei Missunde. Von 1851 bis 1858 verwaltete er Güter, darunter drei Jahre lang in Schweden. Danach übernahm er eine Mühle und arbeitete bis 1872 als Landwirt in Brunsholm.
Brix rief den „Angler Hagelschadensverein für das Herzogtum Schleswig“ ins Leben, den er viele Jahre als Direktor führte. 1867 zog er als Abgeordneter in den Provinziallandtag ein. Außerdem gehörte er dem Provinzialausschuss an.

## Bedeutung als Journalist und für die Lokalpolitik
Ab 1860 arbeitete Brix für die „Itzehoer Nachrichten“, für die er Beiträge zu Landwirtschaft und Politik verfasste. Vom 1. Januar 1873 bis zum 31. März 1906 übernahm er die Schriftleitung des Blattes. In dieser Position hatte er entscheidenden Einfluss auf die politische Ausrichtung der Zeitung und somit der Meinungsbildung der Bevölkerung Schleswig-Holsteins.
Brix gelang es, die zumeist den Augustenburgern zugeneigten Leser und deren Konflikte mit dem Staat zu schlichen. Er selbst gehörte anfangs der Fortschrittspartei an, wandte sich und das Blatt aber zu Beginn der 1880er Jahre in eine gemäßigte nationalliberale Position. Damit schwächte er den Linksliberalismus der Region entscheidend.
Brix stimmte der offiziellen Innen- und Außenpolitik größtenteils zu. Dadurch hatte er Anteil daran, dass die Bevölkerung Schleswig-Holsteins größtenteils auch deren Auswüchse mittrug. Während sein Bruder Theodor die Germanisierungsbemühungen der Preußen in Nordschleswig entschieden ablehnte, unterstützte Jürgen Brix diese ohne Vorbehalte. Dadurch verschärfte er die Konflikte zwischen den deutschen und den dänischen Einwohnern. Die von Brix maßgeblich beeinflussten „Itzehoer Nachrichten“ förderten eine politische Rechtsausrichtung der zumeist bäuerlichen Einwohner. Die langfristigen Folgen hiervon wurden erst nach 1920 sichtbar.

## Familie
Jürgen Brix war seit 1858 verheiratet mit Mathilde Margarethe Poppenhusen aus Schleswig (1836–1915). Das Ehepaar bekam drei Söhne und vier Töchter.